# ナベブタムシ
ナベブタムシ（Aphelocheirus vittatus）は、カメムシ目（半翅目）ナベブタムシ科の水生昆虫である。

## 形態
体長8.5 - 9mm、幼虫では一齢幼虫で2mm、五齢幼虫で7mm。幼虫の形や色は成虫に良く似る。翅の退化した短翅型と長翅型があり、長翅型は稀に見られる。遊泳用の付属肢が密生した後肢を持つ。

## 生態
渓流に住み砂底や岩底に多く見られる。また、発電用水路で発見される事もある。

### プラストロン呼吸[注 1]
微毛が密生した毛盤（プラストロン）を体表に持ち、微毛の間に空気の層を形成する。空気層の酸素濃度が低下すると、水中の溶存酸素が層中に遊離する。幼虫は皮膚呼吸、成虫はプラストロン呼吸により、他の水生カメムシ類と異なり、完全に水中で生活できる。

## 分布
日本（本州・四国・九州）・朝鮮半島。

## 人間との関わり[注 1]
川を止水すると水中の溶存酸素量が低下するため、プラストロン呼吸を行っているナベブタムシには大きな影響がある。これ以外にも河川工事による大量の泥の流入による生息場所の破壊、農薬や洗剤などによる水質汚濁などにも影響を受けている。
主に長野県の伊那谷で食用とするざざむしには、このナベブタムシが含まれることがある。

## 近縁種
日本に生息する同属の種は、本種を含め3種である。
- A. nawai トゲナベブタムシ - 前胸背の後角が尖る。通常は短翅型で時に長翅型が見られる。日本（本州静岡県以西・九州北部）・朝鮮半島・中国・ロシア極東部・中央アジア。環境省レッドリストで絶滅危惧II類[6]。
- A. kawamurae カワムラナベブタムシ - 本州の琵琶湖周辺のみに分布。1960年代以後記録がない。環境省レッドリストで絶滅危惧I-A類[6]。